# Европско првенство у атлетици у дворани 1977 — бацање кугле за мушкарце
Такмичење у бацању кугле у мушкој конкуренцији на 8. Европском првенству у атлетици у дворани 1977. одржано је 13. марта  у Сан Себастијану (Шпанија).
Титулу европског првака освојену на Европском првенству у дворани 1976. у Минхену бранио је |Џефри Кејпс из Уједињеног Краљевства.

## Земље учеснице
Учествовало је 12 бацача кугле из 8 земаља.
1. Бугарска (1)
2. Западна Немачка (2)
3. Исланд (1)
4. Италија (1)
5. Пољска (1)
6. Совјетски Савез (2)
7. Уједињено Краљевство (2)
8. Финска (2)

## Рекорди
| Рекорди пре почетка Европског првенства у дворани 1977.     | Рекорди пре почетка Европског првенства у дворани 1977. | Рекорди пре почетка Европског првенства у дворани 1977. | Рекорди пре почетка Европског првенства у дворани 1977. | Рекорди пре почетка Европског првенства у дворани 1977. | Рекорди пре почетка Европског првенства у дворани 1977. |
| ----------------------------------------------------------- | ------------------------------------------------------- | ------------------------------------------------------- | ------------------------------------------------------- | ------------------------------------------------------- | ------------------------------------------------------- |
| Светски рекорд                                              | Џорџ Вуд                                                | САД                                                     | 22,02                                                   | Инглвуд, САД                                            | 9. фебруар 1974.                                        |
| Европски рекорд у дворани                                   | Џефри Кејпс                                             | Уједињено Краљевство                                    | 20,98                                                   | Лос Анђелес САД                                         | 16. јануар 1976.                                        |
| Рекорди европских првенстава                                | Џефри Кејпс                                             | Уједињено Краљевство                                    | 20,95                                                   | Гетеборг Шведска                                        | 10. март 1974.                                          |
| Најбољи светски резултат сезоне у дворани                   | Тери Албритон                                           | САД                                                     | '21,50                                                  | Инглвуд САД                                             | 4. фебруар 1977.                                        |
| Најбољи европски резултат сезоне у дворани                  | Џефри Кејпс                                             | Уједињено Краљевство                                    | 20,92                                                   | Косфорд Уједињено Краљевство                            | 15. јануар 1977.                                        |
| Рекорди после завршеног Европског првенства у дворани 1977. |                                                         |                                                         |                                                         |                                                         |                                                         |
| Нових рекорда није било                                     |                                                         |                                                         |                                                         |                                                         |                                                         |

## Освајачи медаља
|                          |                                  |                        |
| Хрејдн Халдоурсон Исланд | Џефри Кејпс Уједињено Краљевство | Владислав Комар Пољска |

## Резултати

### Финале
| Место | Атлетичар          | Земља                | #1    | #2    | #3    | #4    | #5    | #6    | Резултат | Белешка |
| ----- | ------------------ | -------------------- | ----- | ----- | ----- | ----- | ----- | ----- | -------- | ------- |
|       | Хрејдн Халдоурсон  | { Исланд             | 20,59 | 19,09 | 19,98 | 18,72 | x     | 20,27 | 20,59    | ЛРд     |
|       | Џефри Кејпс        | Уједињено Краљевство | 19,98 | 20,46 | x     | x     | 20,30 | 20,00 | 20,46    |         |
|       | Владислав Комар    | Пољска               | 18,93 | x     | 19,49 | x     | x     | 20,17 | 20,17    |         |
| 4.    | Рејо Ståhlberg     | Финска               | 19,79 | x     | x     | 19,31 | x     | 19,83 | 19.83    |         |
| 5.    | Јевгениј Миронов   | Совјетски Савез      | 19,11 | x     | x     | x     | 19,57 | 19,26 | 19,57    | ЛРд     |
| 6.    | Ралф Рајхенбах     | Западна Немачка      | 19,19 | 19,43 | x     | x     | x     | x     | 19,43    | ЛРд     |
| 7.    | Александар Носенко | Совјетски Савез      | 18,98 | 18,68 | x     | x     | 18,80 | 19,00 | 19,00    |         |
| 8.    | Герд Штајнес       | Западна Немачка      | 18,23 | 18,98 | x     | x     | x     | 18,32 | 18,98    |         |
| 9.    | Марко Монтелатичи  | Италија              | x     | 18,15 | 18,62 |       |       |       | 18,62    |         |
| 10.   | Марку Туоко        | Финска               | 17,93 | 18,20 | 18,53 |       |       |       | 18,53    |         |
| 11.   | Мајк Винч          | Уједињено Краљевство | 18,41 | 18,39 | x     |       |       |       | 18,41    |         |
| 12.   | Никола Христов     | Бугарска             | 18,37 | 18,22 | 18,31 |       |       |       | 18,37    |         |

## Укупни биланс медаља у бацању кугле за мушкарце после 8. Европског првенства у дворани 1970—1977.
|    | Земља                |   |   |   |    |
| -- | -------------------- | - | - | - | -- |
| 1. | Источна Немачка      | 3 | 4 | 0 | 7  |
| 2. | Уједињено Краљевство | 2 | 2 | 0 | 4  |
| 3. | Чехословачка         | 1 | 0 | 3 | 4  |
| 4. | Бугарска             | 1 | 0 | 0 | 1  |
| 4. | Исланд               | 1 | 0 | 0 | 1  |
| 6. | Совјетски Савез      | 0 | 1 | 2 | 3  |
| 7, | Пољска               | 0 | 1 | 1 | 2  |
| 8. | Француска            | 0 | 0 | 1 | 1  |
| 8. | Шведска              | 0 | 0 | 1 | 1  |
|    | Укупно {9}           | 8 | 8 | 8 | 24 |

|    | Атлетичар              | Земља                |   |   |   |   |
| -- | ---------------------- | -------------------- | - | - | - | - |
| 1. | Хартмут Бризеник       | Источна Немачка      | 3 | 0 | 0 | 3 |
| 2. | Џефри Кејпс            | Уједињено Краљевство | 2 | 2 | 0 | 4 |
| 3. | Јарослав Брабец        | Чехословачка         | 1 | 0 | 2 | 3 |
| 4. | Хајнц-Јоахим Ротенбург | Источна Немачка      | 0 | 2 | 0 | 2 |
| 4. | Герд Лохман            | Источна Немачка      | 0 | 2 | 0 | 2 |
| 6. | Валериј Волкин         | СССР                 | 0 | 1 | 1 | 2 |